# 에리히 라인스도르프

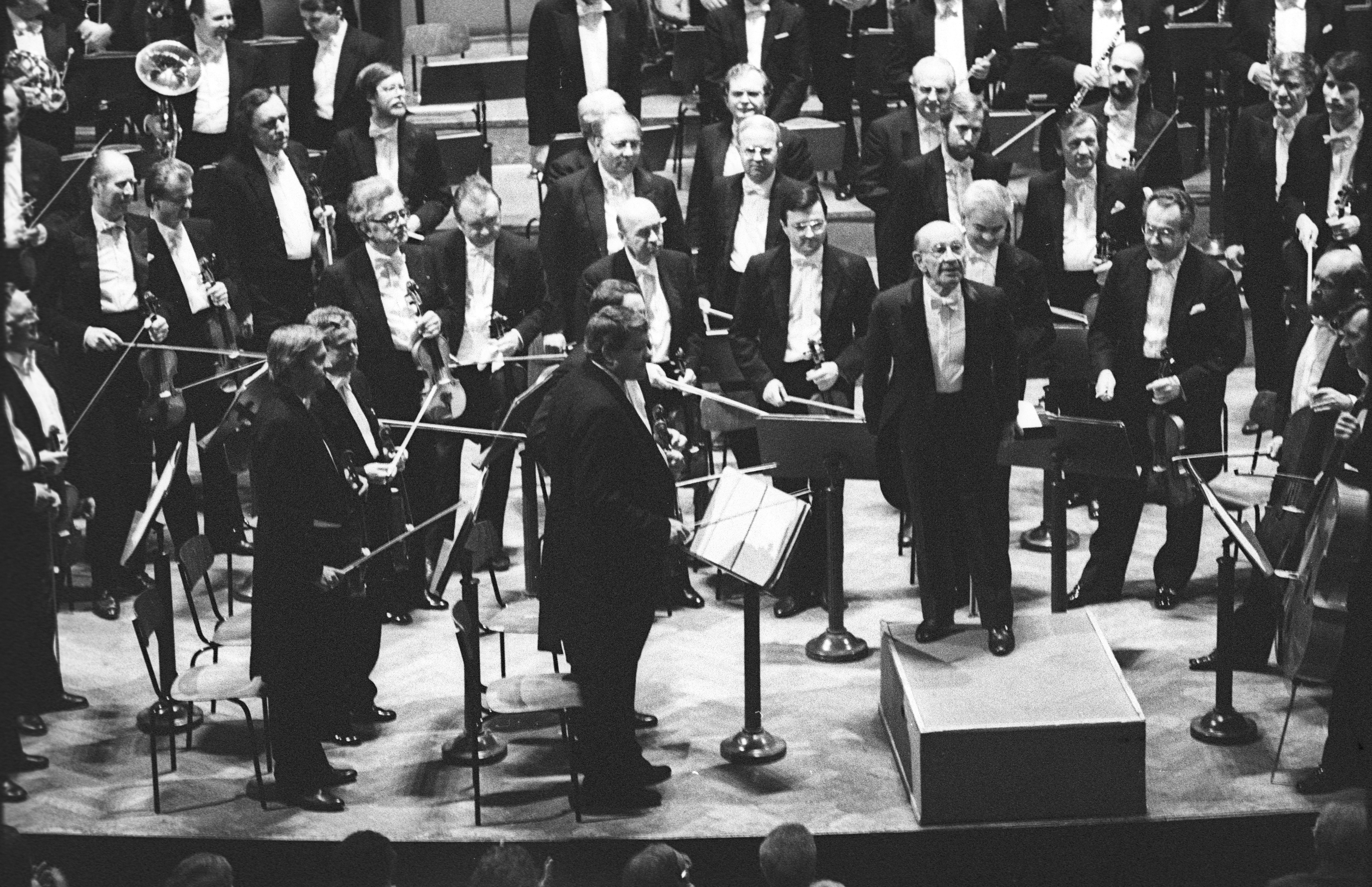
1888년 6월 23일

에리히 라인스도르프(Erich Leinsdorf, 본명: Erich Landauer, 1912년 2월 4일 ~ 1993년 9월 11일)는 오스트리아 태생의 미국의 지휘자이다.
본래 오스트리아의 지휘자였으나 미국이 활동무대였다. 빈 태생으로, 26세의 젊음으로 메트로폴리탄가극장의 지휘자로서 취임한 이래, 클리블랜드 교향악단, 보스턴 교향악단의 상임지휘자로서 맹활약하였다. 가극과 심포니 양쪽에 폭넓은 순응성을 갖고 있으나, 미국적인 요소가 상당 부분 가해진 지휘를 하였다.